# Чу Гуанси
Чу Гуанси́ (кит. трад. 儲光羲, упр. 储光羲, пиньинь Chǔ Guāngxī; 707—760) — китайский поэт времен империи Тан.

## Биография
Родился на территории уезда Яньлин (современный район Цзиньтань городского округа Чанчжоу провинции Цзянсу) в знатной семье. С детства проявил интерес к учебе. В 726 году сдал императорские экзамены и получил ученую степень цзиньши. Вскоре был назначен инспектором государственных учреждений. На этой должности пробыл до 756 года. На это время приходится расцвет его литературной деятельности. Вошёл в свиту императора Сюань-цзуна, который поддерживал и ценил поэтов. Тогда же Чу вошёл в кружок знаменитого поэта Ван Вэйя и стал его другом.
В 756 году начался мятеж генерала Ань Лушаня. Чу Гуанси находился в своем имении стараясь сохранить книги и ценные вещи, но был схвачен заговорщиками. За это новый император Су-цзун снял его с должности, а на следующий год отправил в ссылку на крайний юг империи в Линнань, где поэт и умер в 760 году.

## Творчество
Чу был мастером пейзажной лирики. Слагал стихи в жанре гуши («в древнем стиле»), следуя стилю Тао Юаньмина, в который описывал свои путешествия ещё в качестве влиятельного чиновника («Дорога на Лоян», сборник Чанъаньского периода), ежедневные радости и несчастья сельской жизни во время ссылки («Лесоруб», «Рыбаки»).
Увлекался буддизмом, но в его поэзии буддийская тема отображена поверхностно.